# Pongrác Somssich
Dans le nom hongrois Somssich Pongrác, le nom de famille précède le prénom, mais cet article utilise l’ordre habituel en français Pongrác Somssich, où le prénom précède le nom.
Le comte Pongrác Somssich de Saárd (saárdi gróf Somssich Pongrác en hongrois) (1788-1849) est un haut fonctionnaire et un homme politique hongrois. Il fut notamment vice-Palatin de Hongrie, Chef de la Justice, főispán et membre du conseil d'administration de l'Académie hongroise des sciences. Il fut également membre du Comité de la Défense Nationale lors de la Révolution hongroise de 1848.

## Biographie
Issu de la moyenne noblesse hongroise, il est le fils de József Somssich (1748–1805) et de Mária Ürményi (1757–1840). Diplômé en droit de l'Université de Pest, il est juge des nobles du comitat de Somogy en 1811. Figure déjà connue de l'opposition du comté dans les années 1820, il est nommé alispán en 1824. Initialement dans l'opposition au parlement, il en devient par la suite un fidèle soutient et est élu vice-Palatin de Hongrie en 1830. Il est nommé Chef de la Justice de Hongrie (királyi személynök) en 1833, főispán de Pest-Pilis-Solt-Kiskun puis président de la chambre basse du Parlement. Défenseur de la politique de Vienne opposée aux efforts de réforme, il perd beaucoup de sa popularité. Főispán de Baranya en 1836, il est nommé conseiller d'État (államtanácsos) en 1841. Il reçoit pour son mérite le titre de comte de la part du roi Ferdinand V le 3 mai 1845 et devient membre du conseil consultatif du roi. Il est récipiendaire de l'Ordre de Saint-Étienne de Hongrie avec le grade de commandeur. Les événements de la Révolution et de la Guerre d'Indépendance de 1848-1949 changent toutefois son point de vue politique et il est le seul haut responsable à accepter les Lois d'avril qui proclament l'indépendance de la Hongrie vis-à-vis de la maison de Habsbourg-Lorraine et devient alors membre du Comité de la Défense Nationale. Il retourne ensuite dans son domaine et y meurt du choléra le 29 août 1849.
Il épouse en 1811 Julia Zichy de Zics (1791–1849), fille de József Zichy (1754-1838), conseiller issu d'une branche modeste de la célèbre famille Zichy, et de Franciska Bésán de Szekcső (1774-1844), dont Johanna (Janka) Somssich (?–1849), épouse du baron Dénes Wimpffen, József Somssich (1812–1894), artiste peintre, homme politique et chambellan KuK, époux de la baronne Amália Schiller, Imre Somssich (1819-1886), hussard, directeur d'hôtel et politicien époux de Maria Siskovics (1822-1902).

## Sources
- Kislexikon
- Histoire de la famille Somssich, sulinet.hu